# Neesioscyphus
Neesioscyphus là một chi rêu trong họ Balantiopsaceae.